# 킹 파워 스타디움
킹 파워 스타디움(영어: King Power Stadium)은 잉글랜드 레스터에 위치한 축구 경기장으로, 수용 인원은 약 32,500명이며 레스터 시티 FC의 홈 구장으로 사용되고 있다. 과거에는 영국의 제과업체인 워커스(Walkers)가 경기장 스폰서를 맡았기 때문에 워커스 스타디움(Walkers Stadium)이라고 부른 경력이 있다.
2022년에는 UEFA 여자 유로 2022가 웸블리 스타디움에서 펼쳐지기 때문에 FA 커뮤니티 실드가 이곳에서 펼쳐지게 되었다. 경기는 리버풀이 맨시티를 3대1로 이겼다.

## 국가대표팀 경기
킹 파워 스타디움에서는 총 3번의 국가대표팀 경기가 있었다.
| 날짜             |          | 결과 |                     | 경기      |
| ---------------- | -------- | ---- | ------------------- | --------- |
| 2003년 6월 3일   | 잉글랜드 | 2-1  | 세르비아 몬테네그로 | 친선 경기 |
| 2003년 10월 12일 | 자메이카 | 0-1  | 브라질              | 친선 경기 |
| 2006년 5월 29일  | 자메이카 | 1-4  | 가나                | 친선 경기 |